# Före stormen
Före stormen (bra: Antes da Tempestade) é um filme da Suécia de 2000 dirigido por Reza Parsa sobre um adolescente sueco que sofre bullying na escola e um taxista do Oriente Médio chantageado por terroristas.
Foi apresentado no Brasil no Festival do Rio em 2001. Ganhou o prêmio Buriti de melhor filme do Festival Internacional de Cinema de Brasília (Fic Brasília) 2001.

## Elenco
- Per Graffman como Ali
- Maria Lundqvist como esposa de Alis
- Emil Odepark como Leo
- Martin Wallström como Danne
- Tintin Anderzon como mãe de Leo
- Christer Fant como pai de Leo
- Sasha Becker como Sara
- Anni Ececioglu como Jenny
- Claes Ljungmark como Johan Sander

## Recepção
Em sua crítica para a Variety, Jonathan Holland disse que o filme é "fortemente roteirizado (...) está contente em apontar que os jogos de poder existem em todos os níveis sociais, do local e doméstico ao global" Stephen Holden, ao comentar o filme para o The New York Times, disse que "funciona como um melodrama político calibrado (...) que aciona botões de suspense (...) sai corojasomente de qualquer cenário previsível."
Para a Screen International, Sheila Johnston escreveu que "embora o filme tenha falhas, a maior parte dele é forte e emocionalmente envolvente".